# Homalopygus latipes
Homalopygus latipes är en skalbaggsart som beskrevs av Karl Henrik Boheman 1858. Homalopygus latipes ingår i släktet Homalopygus och familjen stumpbaggar. Inga underarter finns listade i Catalogue of Life.